# 亀島愛永
亀島 愛永（かめしま まなえ、1996年2月1日 - ）は、福井放送の報道記者で、同局の元アナウンサー。

## 来歴
兵庫県伊丹市出身。和歌山大学卒業。
アナウンサー時代には福井放送自社製作のローカル番組のほか、企画ネット番組の『歌のない歌謡曲』にも出演。また、日本テレビの特別番組『全国好きな嫌いなアナウンサー大賞』にも2年連続で出演した。
2023年3月いっぱいで全ての担当番組を卒業し、同年4月から報道記者を務めている。

## 人物
特技はボウリング。大学卒業前に出場した第49回全日本大学個人ボウリング選手権では、女子の部で第3位に入賞している。また福井放送への入社後にも、2018年福井しあわせ元気国体（第73回国民体育大会）にボウリングの選手として出場し、個人戦・団体戦（2人）・団体戦（4人）の全てにおいて入賞を果たしている。亀島は、福井国体のボウリング競技PRポスターのモデルも務めた。

## アナウンサー時代の担当番組

### テレビ番組
- おじゃまっテレ ワイド&ニュース - 駅前中継リポーター（2019年4月 - 2020年3月）[11][12]、水曜・木曜スタジオMC（2020年4月 - 2022年4月）[12][13]
- ふれあい若狭 - リポーター（2022年4月 - 2023年3月）[14]

### ラジオ番組
- 歌のない歌謡曲 - FBCラジオ版パーソナリティ（2020年3月 - 2023年3月）[12][15]
- 良ーいドン!! - 木曜・金曜パーソナリティ（2022年3月 - 2023年3月）[16]